# دوروثي لايتون
دوروثي لايتون (بالإنجليزية: Dorothy Layton)‏ هي ممثلة أمريكية، ولدت في 13 أغسطس 1912 في سينسيناتي في الولايات المتحدة، وتوفيت في 4 يونيو 2009 في توسون في الولايات المتحدة بسبب مرض.

## وصلات خارجية
- دوروثي لايتون على موقع IMDb (الإنجليزية)
- دوروثي لايتون على موقع قاعدة بيانات الفيلم (الإنجليزية)